# Тулпан

Тулпан — река в России, протекает в Пермском крае. Устье реки находится в 262 км по левому берегу реки Колва. Длина реки составляет 42 км.

## Описание
Река берёт начало в западных предгорьях Северного Урала в 27 км к юго-востоку от деревни Тулпан. Протекает в северо-восточной части Чердынского района Пермского края. Течёт главным образом в северном и северо-западном направлениях. Впадает в Колву напротив деревни Тулпан. Ширина реки у устья 10—15 метров.

## Притоки (км от устья)
- река Селейка (лв)
- река Малый Вадываш (лв)
- 17 км: река Большой Вадываш (лв)
- река Берёзовка (пр)
- 24 км: река Гаревая Рассоха (лв)
- река Шанежная (пр)
- река Тулымка (пр)
- река Западная (лв)
- река Полуденная (лв)
- река Восточная Рассоха (пр)

## Данные водного реестра
По данным государственного водного реестра России относится к Камскому бассейновому округу, водохозяйственный участок реки — Кама от водомерного поста у села Бондюг до города Березники, речной подбассейн реки — бассейны притоков Камы до впадения Белой. Речной бассейн реки — Кама.
По данным геоинформационной системы водохозяйственного районирования территории РФ, подготовленной Федеральным агентством водных ресурсов:
- Код водного объекта в государственном водном реестре — 10010100212111100005751
- Код по гидрологической изученности (ГИ) — 111100575
- Код бассейна — 10.01.01.002
- Номер тома по ГИ — 11
- Выпуск по ГИ — 1